# Плебисцит српског народа у Босни и Херцеговини
Плебисцит српског народа у Босни и Херцеговини о останку у заједничкој држави Југославији одржан је 9. и 10. новембра 1991. године. Организовала га је Скупштина српског народа у Босни и Херцеговини, која је конституисана неколико дана раније.
Плебисцитско питање је гласило: „Да ли сте сагласни са Одлуком Скупштине српског народа у Босни и Херцеговини, од 24. октобра 1991. године, да српски народ остане у заједничкој држави Југославији, са Србијом, Црном Гором, САО Крајина, САО Славонија, Барања и Западни Срем, те другим који се за тај останак изјасне?“, а према подацима које су организатори плебисцита објавили, на гласање је изашло око 1.350.000 грађана или 85%, од којих се 98% изјаснило за останак.